# Schutterstoren (Amsterdam)
De Schutterstoren is een torenflat in Amsterdam Nieuw-West. De Schutterstoren maakt deel uit van het nieuwbouwproject 'Meer en Oever' samen met 't Waterfort en Het Bastion. Dit project is geïnitieerd door Projectbureau Vernieuwing Osdorp.

## Gebouw
Deze flat is gesitueerd aan Oeverlanden in tuinstad nabij de Sloterplas. Vanaf de jaren 50 werd hier snel gebouwd met allerlei hoekige laag- en hoogbouwflats. Deze voldeden begin 21e eeuw niet meer aan de toenmalige eisen. Bovendien wilde de gemeente Amsterdam de weg Meer en Vaart meer prioriteit geven ten opzichte van Geer Ban, zodat een doorgaande route ontstond in plaats van een knik in de weg, die er tot dan toe was. Er vond stadsvernieuwing plaats waarbij gebouwen met/uit de wederopbouwarchitectuur werden gesloopt. Men gaf de voorkeur aan een woontoren op deze plaats aan het water, het zou met haar ronde vorm een accent vormen binnen de wijk. DKV Architecten met Paul de Vroom kwam met een ronde torenflat; hij noemde het zelf de "spil van de buurt". 
De toren is gebouwd met een stalen dragende constructie in overstek rondom een betonnen kern, met in die laatste ook trappenhuis en liftschachten. Deze wijze had tot voordeel dat de basis van het gebouw veel kleiner uitgevoerd kon worden dan de bovenbouw. Het gebouw herbergt dertien verdiepingen en staat 6,5 meter boven het maaiveld op een soort terp, waarin ook de parkeergelegenheid is ingebouwd. In verband met de omliggende gebouwen mocht de toren niet hoger worden dan circa 43 meter. Om de kern lopen de gangpaden waarop de woningen uitkomen. Door deze wijze van bouwen konden de bewoners hun flats grotendeels zelf indelen, zodat de flats ten opzichte van elkaar allemaal uniek zijn. De toren wordt afgesloten met een dakterras. 
De oostkant van de flat kijkt uit over het Sloterpark. 

## Prijzen
De woontoren heeft op 29 oktober 2008 de Amsterdamse Nieuwbouwprijs 2008 gewonnen, een prijs van o.a. AT5, Het Parool en Bouwend Nederland voor de beste en meest opvallende nieuwbouw in Amsterdam in de periode van 2006 tot 2007. De nominatie, jurering werd bepaald aan de hand van internetstemmen en een juryrapport van mede-Amsterdammers. De prijsuitreiking door de toenmalige burgemeester van Amsterdam Job Cohen werd live uitgezonden op AT5.